# Oriol Vila
Oriol Vila Cristóbal (n. Barcelona, España, 6 de octubre de 1978) es un actor español. Ha sido nominado al Premio Goya al mejor actor revelación por la película Todas las canciones hablan de mí.

## Cine
- Cerca de tu casa (2016). Como Pablo; Dir: Eduard Cortés
- La punta del iceberg (2016). Como Arturo; Dir: David Cánovas
- Lasa y Zabala (2014). Como Bayo; Dir: Pablo Malo
- Perdona si te llamo amor (2014). Como Andrés; Dir: Joaquín Llamas
- Tú y yo (2014). Como Nicolai Sergueievich; Dir: Kike Maíllo
- El cuerpo (2012). Como Agente Mateos; Dir: Oriol Paulo
- The Pelayos (2012). Como Marcos; Dir: Eduard Cortés
- Todas las canciones hablan de mí (2010). Como Ramiro; Dir: Jonás Trueba
- Pájaros de papel (2010). Como Pastor; Dir: Emilio Aragón
- Tu vida en 65' (2006). Como Ignacio; Dir: Maria Ripoll
- Salvador (Puig Antich) (2006). Como Ignasi; Dir: Manuel Huerga
- El séptimo día (2004). Como Chino; Dir: Carlos Saura
- Jóvenes (2004). Como Toni; Dir: Carles Torres y Ramón Térmens
- Las maletas de Tulse Luper, Parte 1: The Moab Story (2003). Como Stringly; Dir: Peter Greenaway

## Televisión
- El Inocente (2021, Netflix). Como Bruno Soto
- Malaka (2019).
- Noche y día (2016, TV3). Como Toni
- Polònia (2013-2016, TV3).
- Crackòvia (2013-2015, TV3).
- El cafè de la Marina (TV movie) (2014, TV3). Como Rafel; Dir: Sílvia Munt
- Et dec una nit de divendres (TV movie) (2013, TV3). Como Niko; Dir: Dimas Rodríguez
- Gavilanes (2010-2011, Antena3). Como Ray
- Ermessenda (miniserie de televisión) (2010, TV3). Como Mir
- El cor de la ciutat (2000-2009, TV3). Como Iván Crespo
- Mesa para cinco (2006, LaSexta). Como Rubén
- Mujeres (2006, TVE). Como Willy
- El zoo d'en Pitus (TV movie) (2000, TV3). Como Juanolas; Dir: Mireia Ros
- Pedralbes Centre (1995). Como David Oliver